# Trachypollia didyma
Trachypollia didyma är en snäckart som först beskrevs av Swengel 1943.  Trachypollia didyma ingår i släktet Trachypollia och familjen purpursnäckor. Inga underarter finns listade i Catalogue of Life.